# جشنواره فیلم سولوتورن

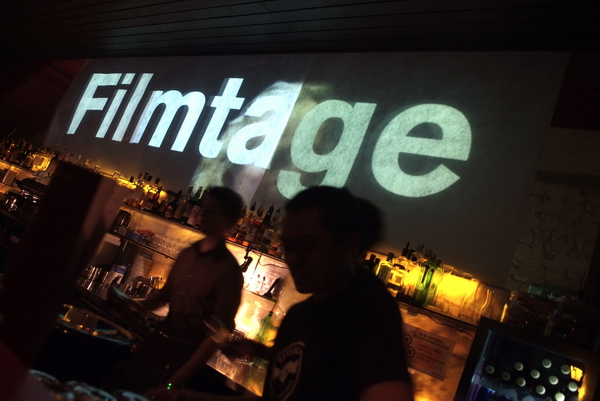

جشنواره فیلم سولوتورن (انگلیسی: Solothurn Film Festival) (SFT) مهمترین جشنواره برای فیلم‌های تولید شده در سوئیس است. این فستیوال سالانه در سال ۱۹۶۶ در شهر سولوتورن سوئیس تأسیس شد. سولوتورن نمایشی از تولیدات فیلم‌های داستانی، مستند و کوتاه در سوئیس را ارائه می‌دهد.